# Le Bonnet rouge (roman)
 (décembre 2024).
Les informations dans cet article sont mal organisées, redondantes, ou il existe des sections bien trop longues. Structurez-le ou soumettez des propositions en page de discussion.
Avec le temps, il arrive que le contenu présent dans un article devienne désordonné. Il est souvent nécessaire de réorganiser l'article de fond en comble.
- Il faut tout d’abord répartir le contenu de l'article en plusieurs sections. Les informations doivent ensuite être exposées clairement et le plus synthétiquement possible, regroupées par sujet afin d'éviter les doublons. Quelqu'un cherchant une information précise doit pouvoir la trouver rapidement en lisant la section appropriée.
- À l'intérieur de chaque section, le texte, souvent initialement sous la forme de phrases éparses, doit être regroupé dans des paragraphes de quelques lignes, en assurant un enchaînement logique et une cohérence entre les phrases.
- Lorsque l'article ou l'une de ses sections développe trop longuement un point qui n'est pas dans le cœur du sujet traité, il convient de faire une synthèse et de transférer l'ancien contenu dans des articles plus appropriés (en cas de transfert, il faut impérativement respecter la procédure Aide:Scission).

Si vous pensez que ces points ont été résolus, vous pouvez retirer ce bandeau et améliorer le plan d'un autre article.
 (décembre 2024).
Pour l’article homonyme, voir Le Bonnet rouge.
Le Bonnet rouge est un roman historique de l'écrivain suisse Daniel de Roulet paru en 2023.

## Présentation du livre
L’histoire du bonnet rouge trouve ses origines chez les mercenaires suisses, chargés dès le début de la Révolution de protéger la royauté et des lieux stratégiques comme la Bastille et les Tuileries. Cependant, certains d'entre eux, casernés à Nancy, se mutinent et prennent leurs officiers en otage. En réponse, ils sont sévèrement réprimés : massacrés, pendus, brisés sur la roue ou envoyés aux galères. Plus tard, les Suisses rebelles emprisonnés au bagne de Brest sont graciés par l’Assemblée nationale. Ils deviennent alors des figures populaires, symboles du message révolutionnaire et du célèbre bonnet rouge.

## Thématique centrale
Le point important pour Daniel de Roulet est que c'est une histoire dite par le bas. Cela signifie que le récit est raconté au travers de personnages peu signifiants et que l'histoire avec un grand H ne les retient pas. Certaines personnes sont plus connues, comme Jacques-André Lullin de Chateauvieux, mais ce sont des personnages qui ont une place beaucoup plus haute dans la société. Daniel de Roulet fait consciemment abstraction de la vie de ce genre de personnage pour se concentrer sur ceux qui sont plus bas dans l'échelle sociale.

## Résumé du livre
Imprégné des idéaux de Rousseau et aspirant à un régime égalitaire, Samuel Bouchaye participe à la révolution genevoise du 7 avril 1782. Trois mois plus tard, une coalition de troupes étrangères écrase l’insurrection, rétablissant l’ordre patricien. Samuel entame alors une longue fuite, trouvant d’abord refuge dans les bras de Virginie.  La relation est de courte durée car une dispute avec un rival le pousse à fuir rapidement. 
Il réapparaît dans les rangs des Châteauvieux, un régiment d’infanterie suisse au service de la monarchie française. Dès le début de la Révolution françaises, ces mercenaires suisses sont mobilisés pour défendre la royauté et des lieux stratégiques comme la Bastille et les Tuileries. Cependant, certains d’entre eux se révoltent et prennent en otage leurs officiers. Samuel est envoyé au bagne de Brest, échappant de justesse à l’exécution qui frappe nombre de ses camarades. 
Ce n’est qu'après la Révolution française que Samuel retrouve la liberté, graciés par l’Assemblée nationale. Le moment paraît enfin être arrivé pour l'exilé de rentrer chez lui. Cependant, les événements ne se déroulent pas du tout comme il l'avait imaginé. 

## Personnages

### Samuel Bouchard
Samuel est né à Genève au printemps 1771. Sa mère est morte à sa naissance. Il a rencontré l’amour de sa vie Virginie à Meillerie après avoir fui Rolle. Il a rejoint les Châteauvieux en 1786. Il est condamné à trente ans de prison en 1790. En 1798, il prend un bateau en direction des Amériques.  

### Antoine Bouchard
Antoine est le père de Samuel. Il travaille dans l’horlogerie. Il a participé à la révolution genevoise. Il s’est remarié quelques années après la mort de sa femme. 

### Virginie
Virginie est une femme grande et mince aux cheveux blonds et aux yeux bleus. Ses parents sont morts dans un accident sur le Léman. Elle est surnommée Perchette dans son village car elle est pêcheuse. Elle a des relations avec Samuel. Elle est enceinte de Samuel.   

### André Soret
André est veuf et il a perdu son fils quelque mois après sa naissance. Il fait partie de la même escouade que Samuel. Il a rejoint les Châteauvieux en 1782. Il est tué par le supplice de la roue à Nancy en 1790.  

### Joseph Bouche
Joseph est le caporal de l’escouade de Samuel. Il est savoyard. Il est atteint de surdité. Il est le seul caporal à ne pas être condamné à la pendaison mais seulement à trente ans de prison. 

### Pierre Monnoye
Pierre a rejoint l’escouade de Samuel car il a le goût de l’aventure. Il est fribourgeois. Il est mort d’une violente fièvre en prison le 6 février 1791. 

### Gédéon Viviand
Gédéon est marié à Constance. Il connaissait déjà Gosjean et Besançon avant de rejoindre l’escouade de Samuel car ils habitaient Genève. Il a signé un contrat de quatre ans avec les Châteauvieux alors qu’il était ivre dans un bar. 

### Jacques Grosjean
Jacques a une petite amie. Il est horloger. Il a signé un contrat de quatre ans avec les Châteauvieux alors qu’il était ivre dans un bar. 

### François Besançon
François était émailleur. Il a signé un contrat de quatre ans avec les Châteauvieux alors qu’il était ivre dans un bar. 

### François Harpin
François est surnommé le boiteux car sa jambe traîne légèrement depuis une bagarre. Il est genevois et il travaillait comme fermier des boues. Il fait aussi partie de l’escouade de Samuel.  

## Les faits historiques
Le Bonnet Rouge est un roman inspiré de fait réel. Daniel de Roulet a choisi André Soret et sept bagnards de Brest condamnés le 4 septembre 1790 à trente ans de prison pour Conseil de guerre des régiments de Castella et Vigier tenu à Nancy. Il leur a ensuite créé une bibliographie à partir d'un matricule, d'un nom, d'un âge, d'un métier et d'une ville d'origine. Il a fait un grand nombre de recherche sur les mercenaires du régiment de Châteauvieux. Il est allé à Nancy, Brest et même en Irlande pour voir de ses propres yeux les lieux de son histoire.
Quant au bonnet rouge, inspiré du bonnet phrygien porté par les esclaves romains affranchis, il est devenu un symbole de la République française depuis 1792. Le bonnet rouge a une histoire avec les mercenaires suisses qui, dès le début de la Révolution, ont été chargés de protéger la royauté, les aristocrates et les lieux de pouvoir tels que la Bastille et les Tuileries. Lorsque les rebelles suisses, emprisonnés au bagne de Brest, sont ensuite libérés par l'Assemblée nationale, ils seront des héros de la population, porteuses du message révolutionnaire et du célèbre bonnet rouge. Il a été imposé à Louis XVI par les sans-culottes, banni par Napoléon, placé sur la tête de Marianne par la Troisième République, immortalisé sur un timbre par La Poste et choisi comme mascotte des Jeux olympiques de Paris.

## Structure d'écriture
Le roman est intégralement écrit en prose coupée, c'est un effet de style voulu par l'auteur pour porter l'attention du lecteur sur certains mots précis.